# Хиггинс, Джон
Джон Хи́ггинс, MBE (англ. John Higgins, гэльск. Iain Hígìnn, скотс Johan Higins); род. 18 мая 1975, Уишо, Стратклайд) — шотландский профессиональный игрок в снукер, четырёхкратный чемпион мира: в 1998, 2007, 2009 и 2011 годах. Член Зала славы снукера с 2012 года.
Кавалер Ордена Британской империи. Первый игрок в истории снукера, выигравший 1000 профессиональных матчей, и второй, кто смог преодолеть отметку в 1000 сенчури после Ронни О’Салливана. Рекордные 29 лет подряд (1995–2024) неизменно входил в топ-16 мирового снукерного рейтинга.

## Карьера

### 1990-е
В те ранние 1990-е годы игроки мэйн-тура делились на две категории: Стивен Хендри и Стив Дэвис — и все остальные. Джон Хиггинс вошёл в число профессионалов снукера в 1992 году, одновременно со своими ровесниками, Ронни О’Салливаном и Марком Уильямсом. Именно эти мастера доминировали в мировом снукере в начале XXI века — они на троих выиграли 8 чемпионатов мира в период с 2001 по 2011 (плюс ещё один ЧМ в 1998) и множество других турниров. Неудивительно, что Хиггинс, столь скромно проведший два дебютных сезона, не был сразу замечен. Поэтому то, что произошло в следующем году, явилось самой настоящей сенсацией. В финале второго в сезоне турнира, Grand Prix, Джон побеждает Дэйва Харольда и завоёвывает первый титул. Не успокоившись на этом, он обыгрывает Стива Дэвиса на International Open и Ронни О’Салливана на British Open. Три выигранных рейтинговых турнира в сезоне — само по себе явление, особенно учитывая тотальное доминирование Стивена Хендри. Кроме этого, Хиггинс стал финалистом ещё двух турниров: Регал Уэлш и Benson&Hedges Masters. Благодаря этим достижениям, он буквально ворвался в Топ-16, на 11-ю строчку в рейтинге.
В сезоне 1995/96 Хиггинс продолжил свои успешные выступления, вновь выиграв International Open и German Open. Став финалистом Гран-при и British Open, а также достигнув четвертьфинала чемпионата мира, Джон утвердился на второй строчке в рейтинге. В следующем году был возобновлён розыгрыш Кубка Наций, победа в котором досталась Джону и его партнёрам по команде: Стивену Хендри и Алану Макманусу. В серии рейтинговых турниров он смог выиграть только European Open, но финал чемпионата Великобритании и четвертьфинал чемпионата мира позволили Хиггинсу остаться на второй строчке рейтинга.
В самом успешном для себя сезоне 1997/98 Джон вышел в финалы восьми крупных турниров, шесть из которых были рейтинговыми. И перед World Snooker Championship, где до сих пор он не пробивался дальше четвертьфинала, Хиггинс понимал, что на этот раз ему по силам выиграть титул. Более того, успешное выступление на протяжении всего сезона привело Джона близко к другой заветной цели — первому номеру в мировом рейтинге. Для этого нужнo былo две вещи: проигрыш Стивена Хендри в первом круге и победа самого Хиггинса в финале. С первой задачей неожиданно помог справиться Джимми Уайт, обыгравший своего давнего соперника в 1/16 финала. Остальное Хиггинс сделал сам, успешно дойдя до финала и обыграв Кена Доэрти.
Джону не удалось защитить свой титул чемпиона мира в сезоне 1998/99, но он остался первым в рейтинге, выиграв чемпионат Великобритании, China International и The Masters.
Сезон 1999/00 также был успешным. Джон сделал максимальный брейк в 147 очков. Впервые эти цифры на табло появились на Кубке Наций, а через несколько недель — ещё и на Benson&Hedges Irish Masters. Хиггинс добавил в свою коллекцию трофеев второй Гран-при и Welsh Open. В целом блестящий сезон, однако, закончился неудачно — проигрышем в полуфинале чемпионата мира и потерей первой позиции в рейтинге. Теперь эту строчку занял валлиец Марк Уильямс, новый чемпион мира.

### 2000-е
Сезон 2000/01 был достаточно неровным. Хиггинс буквально разгромил Марка Уильямса в финале чемпионата Великобритании, однако вынужден был сняться с Гран-при из-за своей свадьбы. Он помог Шотландии выиграть очередной Кубок Наций и без особых проблем дошёл до финала турнира в Шеффилде. Однако там его ждал Ронни О’Салливан — игрок, непобедимый в своей лучшей форме. Хиггинсу пришлось довольствоваться чеком финалиста и третьей строчкой в рейтинге.
Следующие два сезона были не слишком удачными для Джона: он не смог выиграть ни одного рейтингового турнира. В своих интервью шотландец неоднократно говорил, что крайне недоволен своей игрой и не может найти ту концентрацию и форму, которые были присущи ему ещё год назад. Однако он по-прежнему оставался в пятёрке сильнейших игроков. Серия неудач была прервана убедительной победой над Стивеном Магуайром в финале British Open 2004. Победа в этом турнире совпала с ещё одним радостным для Джона событием — рождением второго сына.
В сезоне 2005/06 Джон Хиггинс, казалось, наконец вновь обрёл свою блестящую форму: убедительная победа на первом рейтинговом турнире сезона — Grand Prix, в финале которого он практически разгромил Ронни О’Салливана, установив попутно 2 рекорда — четыре сенчури брейка подряд и, соответственно, 494 безответных очка подряд. На чемпионате Великобритании Джон не сумел пройти дальше 1/8, уступив Кену Доэрти, но вслед за этим последовала победа на Уэмбли, вновь над Ронни О’Салливаном, правда, на этот раз в контровой партии. Уже на следующем рейтинговом турнире, Malta Cup, Хиггинс вновь достигает финала, но проигрывает Кену Доэрти, 8:9 (этот финал специалисты считают едва ли не лучшим финалом сезона), на Welsh Open шотландец уступает в 1/8 Джеймсу Уоттане, зато на China Open выходит в финал. Этот финал снова заканчивается контровой, но не в пользу Джона: на этот раз победу празднует ещё один давний соперник, Марк Уильямс. На чемпионат мира 2006 Джон Хиггинс выходит в статусе одного из главных фаворитов и, к всеобщему удивлению, проигрывает матч первого круга Марку Селби.
По итогам этого достаточно успешного сезона Джону Хиггинсу всё же не удалось возглавить мировой рейтинг.
Болельщики снукера под впечатлением блестящей игры Хиггинса в сезоне 2005/06 ожидали столь же успешной кампании и в следующем году, только вот Джон не спешил радовать своих поклонников: он дошёл всего лишь до 1/8 на турнире Northern Ireland Trophy, проиграв Дин Цзюньхуэю, затем не сумел защитить титул чемпиона Гран-при, проиграв четвертьфинал Марку Кингу. Зато на UK Championship шотландец вновь продемонстрировал великолепную игру, позволившую ему дойти до полуфинала, где он проиграл ставшему в итоге победителем всего турнира Питеру Эбдону. Затем в игре Хиггинса начался спад: он проиграл матчи первого круга на Malta Cup и Welsh Open, неярко выступил на China Open, уступив в четвертьфинале своему другу и партнеру по тренировкам Грэму Дотту. В Шеффилде-2007 Джон является уже не в качестве фаворита. Впоследствии он сказал, что именно отсутствие пристального внимания к своей персоне помогло ему одержать самый большой триумф сезона. 

Он переиграл Фергала О’Брайена в 1/8, Ронни О’Салливана в четвертьфинале и Стивена Магуайра в полуфинале, чтобы впервые с 2001 года выйти в финал чемпионата мира. Его неожиданным противником стал тот самый Марк Селби, не пропустивший Джона дальше 1/16 в предыдущем году — игрок, прошедший квалификацию и продемонстрировавший прекрасную игру (многие полагали, что Селби может стать третьим в истории, сумевшим стать чемпионом мира в Крусибле, выйдя из квалификации, вслед за Терри Гриффитсом и Шоном Мёрфи). 

Однако Джон Хиггинс продемонстрировал в этом финале мастерство, волю и самообладание подлинного чемпиона, выиграв свой второй высший снукерный титул со счётом 18:13. Так случилось, что именно Джон Хиггинс стал первым из блистательного трио О’Салливан — Хиггинс — Уильямс, выигравшим ЧМ в 1998 году в 23 года, и он же стал последним из них, выиграв второй титул ЧМ спустя целых девять лет.
В 2007 году Джон Хиггинс пожалован в Члены Ордена Британской Империи и получил право прибавить к своему имени титулование MBE (англ. Member of Order of the British Empire).
В 2008 году Хиггинс стал победителем турнира Гран-при. Выиграв в третий раз чемпионат мира, Джон догнал оторвавшегося было Ронни О’Салливана. В официальном рейтинге закончил сезон на четвёртом месте, но в следующем сезоне стал лидером рейтинга с большим преимуществом.
Джон Хиггинс вместе со своим менеджером, Патриком Муни, и рефери, Микаэлой Табб, в 2008 году стал основателем турнира Мировая серия снукера, матчи которого прошли в том числе и в Москве. Эти небольшие турниры были призваны поднять интерес к снукеру в континентальной Европе, в них приняли участие лучшие игроки мэйн-тура и лучшие местные игроки. Турнир прекратил существование, однако, наработки организаторов будут учтены при организации новой серии — Players Tour Championship с сезона 2010/11.

#### Сезон 2009/10

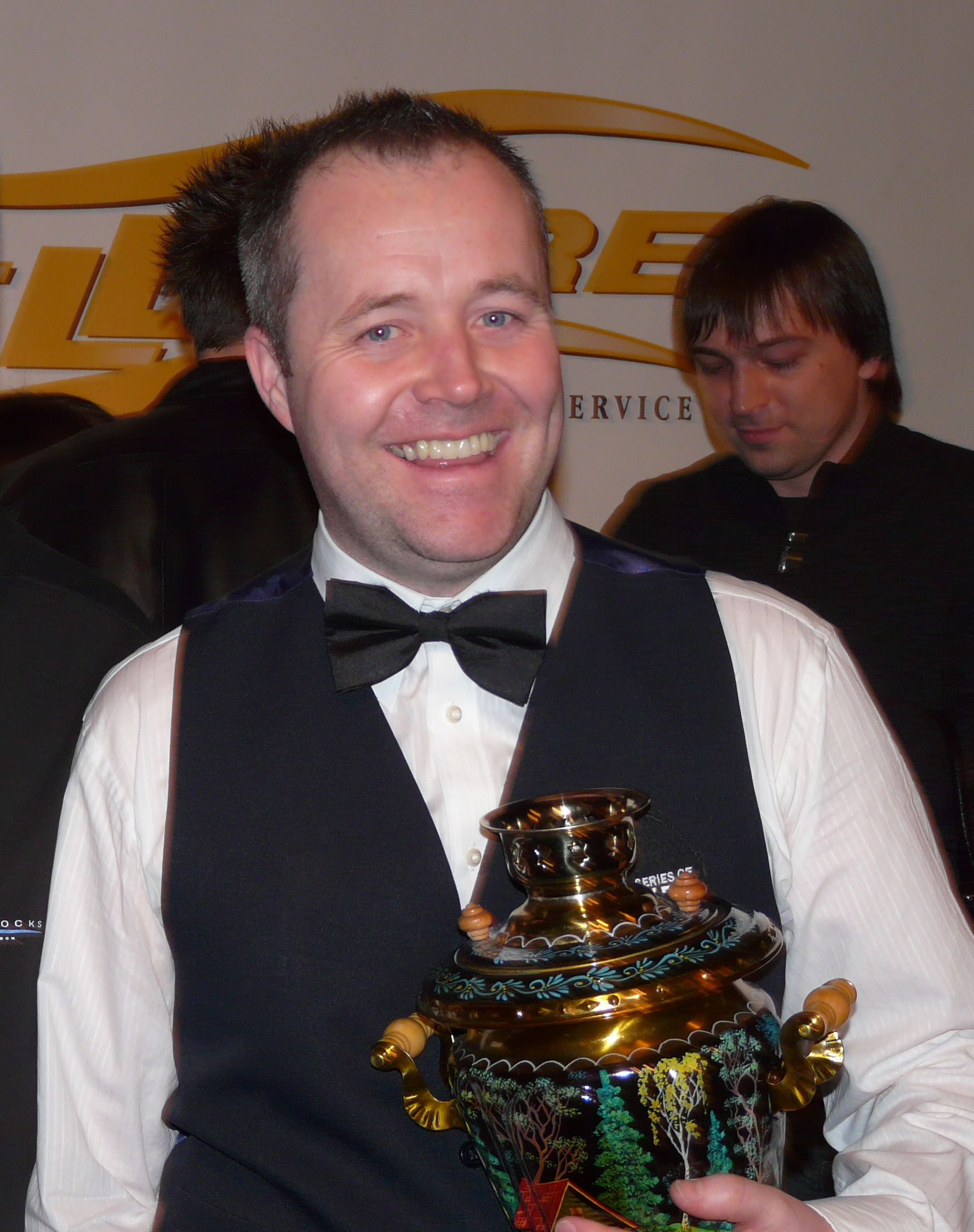
Джон Хиггинс на турнире в Москве

Сезон у Хиггинса начался с участия в пригласительном турнире Sangsom 6 Red World Grand Prix, где в 1/4 он уступил Джадду Трампу, 2:7.
На Шанхай Мастерс Хиггинс дошёл до полуфинала, где при весьма невыразительной игре был разгромлен Ронни О'Салливаном, 1:6.
В стартовом матче Премьер-лиги — 2009 выиграл у своего постоянного в последнее время соперника — Шона Мёрфи — 4:2, заработав при этом ₤4 000. Во втором матче сыграл вничью с Марко Фу — 3:3. В следующем матче — очередная ничья, на этот раз со Стивеном Хендри. В очередном матче — победа над Нилом Робертсоном, 4:2. Победа над новичком турнира, Джаддом Трампом (4:2), позволила Хиггинсу за тур до окончания обеспечить себе выход в полуфинал. В последнем матче группового этапа — победа над Ронни О’Салливаном, 4:2, что закрепило за ним первое место. 
 В полуфинале Мёрфи вернул долг: обыграл Хиггинса, 5:3. Очередной полуфинал — не в пользу Хиггинса.
На Гран-при в Глазго дошёл да полуфинала, где в драматичной борьбе — в контровой партии, на последнем чёрном — уступил Нилу Робертсону, 5:6.
На чемпионате Великобритании Хиггинс вышел в финал, где проиграл Дин Цзюньхуэю со счётом 8:10. Надо отметить, что накануне у Хиггинса был очень тяжёлый психологически и физически полуфинальный матч с Ронни О’Салливаном, который решался в контровой партии, в то время как Дин имел день отдыха. 
 По результатам этого турнира Хиггинс преодолел рубеж в 5 миллионов фунтов стерлингов призовых.
В финале открытого чемпионата Уэльса Хиггинс переиграл прошлогоднего победителя турнира — Алистера Картера со счётом 9:4, завоевав свой 21-й титул победителя рейтингового турнира.
В Китае Джон остановился уже на стадии 1/8 финала, проиграв Марку Уильямсу со счётом 2:5, однако, гарантировал себе первое место в официальном рейтинге на следующий сезон ещё до начала чемпионата мира — последнего турнира текущего сезона.
На чемпионате мира в 1/16 финала победил в нелёгкой борьбе Барри Хокинса. Первую сессию, закончившуюся с минимальным перевесом 5:4, Джон провёл довольно растерянно — допускал откровенные промахи и ошибки в отыгрышах, но во второй сессии он проявил «чемпионский дух», собрался и довёл матч до победного счёта — 10:6. В следующем матче — 1/8 финала, где Хиггинс считался безоговорочным фаворитом, он встретился со Стивом Дэвисом. Отставая после первой сессии 2:6, а затем 7:9, Джон сравнял счёт — 11:11, но всё-таки уступил в драматичной концовке со счётом 11:13.

#### Обвинение в договорных играх
В конце апреля 2010 года Джон Хиггинс и его менеджер, по совместительству один из членов совета директоров WPBSA, Пат Муни побывали на деловой встрече в Киеве. Как сообщила газета «News of the World», сотрудник которой представился влиятельным бизнесменом, последний предложил Хиггинсу и Муни провести ряд соревнований по типу Мировой серии снукера. Трёхкратный чемпион мира и его менеджер не смогли устоять перед предложением заработать деньги и согласились провести договорной матч. При этом Джон Хиггинс сознательно согласился проиграть несколько фреймов, на чём должны были нажиться синдикаты, которые занимаются азартными играми. Итоговая сумма взятки Джону Хиггинсу должна была составить примерно 400 тысяч долларов. Также сообщалось, что Джон Хиггинс похвастался, что может легко обмануть болельщиков, которые решат, что смотрят настоящую игру. По результатам внутреннего расследования с начала мая 2010 года Хиггинс временно отстранен от участия во всех турнирах после того, как согласился взять 261 000 фунтов стерлингов за проигрыш во фреймах, а его менеджер Пат Муни выведен из совета директоров WPBSA.
Сам Хиггинс отверг все обвинения, заявив следующее: «За те 18 лет, что я профессионально играю в снукер, я ни разу специально не промахнулся, не говоря уже о намеренном проигрыше в партии или турнире».
Независимый трибунал рассмотрел все детали дела и постановил: за намеренное создание впечатления, что они (Хиггинс и Муни) согласны действовать в нарушение Правил размещения ставок и нераскрытие WPBSA немедленно всех деталей предложения или приглашения к действиям, нарушающим Правила размещения ставок, Хиггинса отстранить от участия в турнирах сроком на полгода, начиная с мая 2010 года, и назначить штраф в сумме £ 75 000, а также возместить расходы на проведение следствия и суда в сумме £ 10 000. Два наиболее тяжких обвинения, а именно: согласие принять взятку или другое вознаграждение за подтасовку или иное влияние на исход турнира или матча и согласие на бесчестное или жульническое поведение, были трибуналом отвергнуты. Патрик Муни отстранён от дел в снукере пожизненно.

#### Сезон 2010/11
Вернувшись после полугодичной дисквалификации, Джон выиграл 6 турниров, два из которых являются самыми престижными — чемпионат Великобритании и чемпионат мира.
На первом же своём турнире сезона — ЕРТС-5, Хиггинс одержал победу, переиграв в финале Шона Мёрфи со счётом 4:2. На следующем турнире — ЕРТС-6 Хиггинс также вышел в финал, но уступил Майклу Холту со счётом 3:4. На чемпионате Великобритании Джон в финале обыграл Марка Уильямса. Хиггинс уступал по ходу матча 2:7 и 5:9, а позже, при счёте 7:9 в пользу Уильямса, когда у того уже был достигнут решающий перевес во фрейме, сделал снукер, из которого оппонент не смог выйти, собрал оставшиеся шары, тем самым набрав недостающие очки, и выиграл партию. В конечном итоге Хиггинс победил, 10:9, выиграв таким образом этот турнир в третий раз в своей карьере.
В феврале Хиггинс защитил свой титул победителя Welsh Open, выиграв в финале у Стивена Магуайра, 9:6. В марте он выиграл пригласительный Hainan Classic, а через месяц стал победителем возобновлённого чемпионата Шотландии.
В мае Джон выиграл свой четвёртый чемпионат мира: он поочерёдно победил Стивена Ли (10:5), Рори Маклауда (13:7), Ронни О’Салливана (13:10) и Марка Уильямса (17:14), и в финале вышел на открытие турнира — 21 летнего Джадда Трампа. В начале матча Хиггинс постоянно уступал своему сопернику в счёте, но в конце концов довёл игру до победы — 18:15.

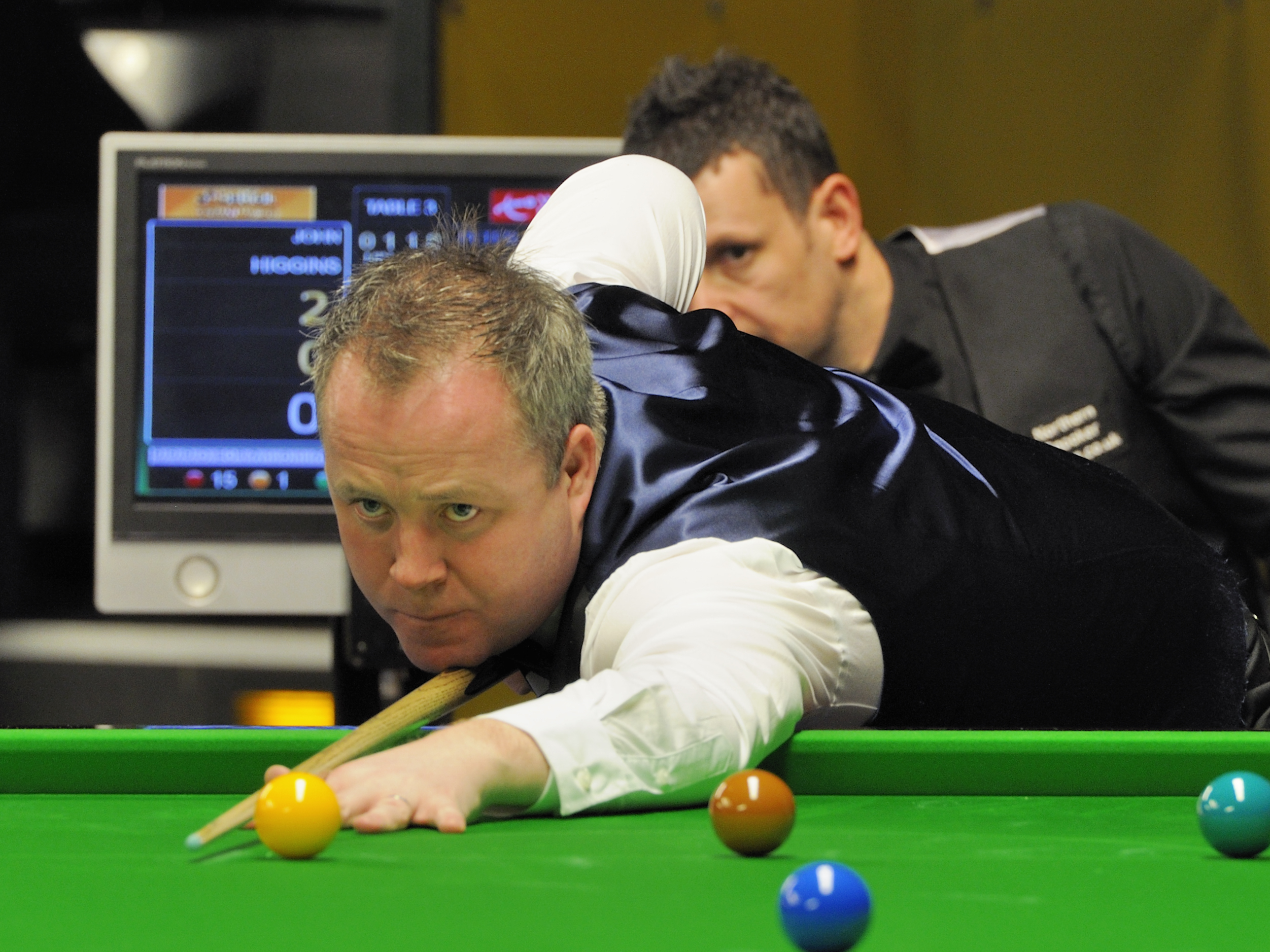
John Higgins (2013).

За свои результаты в этом сезоне Джон в пятый раз в карьере был назван игроком года по версии WPBSA.

#### Сезон 2014/15
В сезоне 2014/2015, Хиггинс дошёл финал турнира Welsh Open 2015, где встретился с Беном Вулластоном. Первую сессию Джон выиграл со счётом 5-3, а вторую сессию — со счётом 4-0. В итоге Хиггинс одержал победу с общим счетом 9-3. Это четвёртый титул Welsh Open для Хиггинса. После 2013 года он впервые дошёл до финала, а после 2012 года он впервые выиграл турнир.

## Личная жизнь
В 2000 году Джон женился на Дениз. У них трое детей: сыновья Пирс и Оливер, а также дочь Клаудия. Джон болеет за футбольный клуб «Селтик» из Глазго и старается, по возможности, посещать игры команды.
В 2006 году после проигрыша в финале Кубка Мальты Кену Доэрти Джона высадили из самолёта по причине опьянения, однако, готовясь к своему второму мировому триумфу в Крусибле, Хиггинс прекратил употреблять алкоголь.
4 февраля 2011 года от рака скончался отец Джона Хиггинса. Джон-старший сопровождал своего сына практически на всех турнирах большую часть его карьеры.

## Достижения
| ТУРНИР                     | ГОД                          |
| -------------------------- | ---------------------------- |
| Чемпионат мира             | 1998, 2007, 2009, 2011       |
| Открытый чемпионат Уэльса  | 2000, 2010, 2011, 2015, 2018 |
| Гран-при                   | 1994, 1999, 2005, 2008       |
| British Open               | 1995, 1998, 2001, 2004       |
| Чемпионат Великобритании   | 1998, 2000, 2010             |
| International Open         | 1995, 1996                   |
| German Open                | 1995, 1997                   |
| European Open              | 1997                         |
| Открытый чемпионат Китая   | 1999                         |
| Шанхай Мастерс             | 2012                         |
| Australian Open            | 2015                         |
| International Championship | 2015                         |
| Indian Open                | 2017                         |

| ТУРНИР                                     | ГОД        |
| ------------------------------------------ | ---------- |
| Мастерс                                    | 1999, 2006 |
| Scottish Masters                           | 2001       |
| Irish Masters                              | 2000, 2002 |
| Премьер-лига                               | 1999       |
| Charity Challenge                          | 1998, 1999 |
| Champion’s Cup                             | 2001       |
| Euro-Asia Snooker Masters Challenge        | 2007       |
| Кубок мира (в составе шотландской команды) | 1996, 2001 |
| Scottish Open                              | 2008       |
| Hainan Classic                             | 2011       |
| Scottish Professional                      | 2011       |

## Места в мировой табели о рангах
| Сезон                 | Рейтинг |
| --------------------- | ------- |
| 1992/93               | Дебют   |
| 1993/94               | 122     |
| 1994/95               | 51      |
| 1995/96               | 11      |
| 1996/97               | 2       |
| 1997/98               | 2       |
| 1998/99               | 1       |
| 1999/00               | 1       |
| 2000/01               | 2       |
| 2001/02               | 3       |
| 2002/03               | 4       |
| 2003/04               | 4       |
| 2004/05               | 5       |
| 2005/06               | 6       |
| 2006/07               | 4       |
| 2007/08               | 1       |
| 2008/09               | 5       |
| 2009/10               | 4       |
| 2010/11               | 1       |
| 2010/11. 1-й пересчёт | 3       |
| 2010/11. 2-й пересчёт | 1       |
| 2010/11. 3-й пересчёт | 1       |
| 2011/12               | 2       |
| 2011/12. 1-й пересчёт | 3       |
| 2011/12. 2-й пересчёт | 3       |
| 2011/12. 3-й пересчёт | 6       |
| 2012/13               | 5       |

## Выступления на основных турнирах
| Главные турниры          |      |      |      |      |      |      |      |      |      |      |      |      |      |      |      |      |      |      |      |      |      |      |      |      |      |       |                     |
| Годы                     | 1993 | 1994 | 1995 | 1996 | 1997 | 1998 | 1999 | 2000 | 2001 | 2002 | 2003 | 2004 | 2005 | 2006 | 2007 | 2008 | 2009 | 2010 | 2011 | 2012 | 2013 | 2014 | 2015 | 2016 | 2017 | !2018 | Побед/Всего участий |
| Мастерс                  | —    | —    | F    | 2R   | —    | —    | W    | 2R   | 2R   | 2R   | QF   | SF   | F    | W    | 2R   | 2R   | SF   | 2R   | 1R   | SF   | QF   | QF   | 1R   | QF   | 1R   | SF    | 2/24                |
| Чемпионат мира           | —    | —    | 1R   | QF   | QF   | W    | SF   | SF   | F    | QF   | QF   | 2R   | 2R   | 1R   | W    | 2R   | W    | 2R   | W    | 2R   | 1R   | 1R   | 2R   | QF   | F    | SF    | 4/23                |
| Чемпионат Великобритании | —    | —    | —    | SF   | F    | 2R   | W    | SF   | W    | QF   | QF   | 2R   | 2R   | 3R   | SF   | 1R   | QF   | F    | W    | 2R   | 2R   | 4R   | 4R   | QF   | QF   |       | 3/22                |

| Обозначения | Обозначения   | Обозначения | Обозначения      |
| ----------- | ------------- | ----------- | ---------------- |
| —           | не участвовал | #R          | выбыл в # раунде |
| QF          | четвертьфинал | SF          | полуфинал        |
| F           | финалист      | W           | победитель       |

## Максимальные брейки
| No. | Год  | Турнир                   | Соперник      |
| --- | ---- | ------------------------ | ------------- |
| 1   | 2000 | Nations Cup              | Деннис Тейлор |
| 2   | 2000 | Irish Masters            | Джимми Уайт   |
| 3   | 2003 | LG Cup                   | Марк Уильямс  |
| 4   | 2003 | British Open             | Майкл Джадж   |
| 5   | 2004 | Гран-при                 | Рики Уолден   |
| 6   | 2012 | Шанхай Мастерс           | Джадд Трамп   |
| 7   | 2012 | Чемпионат Великобритании | Марк Дэвис    |
| 8   | 2016 | Northern Ireland Open    | Сэм Крэйги    |
| 9   | 2018 |                          |               |
| 10  | 2020 |                          |               |
| 11  | 2020 |                          |               |

## Серийность
| Season    | Centuries | CP | Frames/Centuries | FP | Highest Break | Frames/70’s (70/F*100 %) | Frames/50’s (50/F*100 %) | Rank |
| --------- | --------- | -- | ---------------- | -- | ------------- | ------------------------ | ------------------------ | ---- |
| 1992-1993 | 13        | 10 | 40,23            | 14 | 136           |                          |                          | F    |
| 1993—1994 | 8         | 14 | 37,13            | 17 | 145           |                          |                          | E    |
| 1994—1995 | 21        | 4  | 23,05            | 5  | 144           |                          |                          | E    |
| 1995—1996 | 21        | 5  | 24,48            | 8  | 144           | 5,59 (17,9 %)            | 2,86 (35 %)              | C-   |
| 1996—1997 | 15        | 5  | 29               | 9  | 140           | 7,25 (13,8 %)            | 3,43 (29,2 %)            | E    |
| 1997—1998 | 31        | 1  | 18,23            | 5  | 143           | 5,28 (18,9 %)            | 2,74 (36,5 %)            | C+   |
| 1998—1999 | 31        | 2  | 17,23            | 2  | 142           | 5,56 (18 %)              | 2,86 (35 %)              | C    |
| 1999—2000 | 43        | 2  | 11,98            | 3  | 147(2)        | 4,81 (20,8 %)            | 2,49 (40,2 %)            | A    |
| 2000—2001 | 30        | 2  | 14,2             | 2  | 141           | 5,26 (19 %)              | 2,61 (38,3 %)            | B-   |
| 2001—2002 | 34        | 3  | 12,79            | 3  | 145           | 4,89 (20,4 %)            | 2,59 (38,6 %)            | B    |
| 2002—2003 | 26        | 3  | 13,42            | 3  | 140           | 5,21 (19,2 %)            | 2,73 (36,6 %)            | B-   |
| 2003—2004 | 20        | 5  | 14,05            | 5  | 147(2)        | 4,53 (22,1 %)            | 2,75 (36,4 %)            | A-   |
| 2004—2005 | 20        | 6  | 10,55            | 2  | 147           | 5,28 (18,9 %)            | 2,64 (37,9 %)            | B    |
| 2005—2006 | 17        | 4  | 14,65            | 6  | 145           | 6,38 (15,7 %)            | 2,59 (38,6 %)            | C+   |
| 2006—2007 | 21        | 4  | 12,81            | 5  | 135           | 4,8 (20,8 %)             | 2,83 (35,3 %)            | C+   |
| 2007—2008 | 16        | 14 | 15,56            | 11 | 128           | 5,41 (18,5 %)            | 2,83 (35,3 %)            | C    |
| 2008—2009 | 42        | 1  | 12,74            | 6  | 141           | 4,82 (20,7 %)            | 2,55 (39,2 %)            | B    |
| 2009—2010 | 20        | 6  | 18,5             | 13 | 138(2)        | 4,63 (21,6 %)            | 2,55 (39,2 %)            | B    |
| 2010—2011 | 37        | 4  | 12,57            | 4  | 143           | 4,39 (22,8 %)            | 2,63 (38 %)              | B    |
| 2011—2012 | 24        | 12 | 17,67            | 18 | 142           | 6,33 (15,8 %)            | 2,97 (33,7 %)            | D+   |
| 2012—2013 | 25        | 12 | 16,88            | 12 | 147(2)        | 5,55 (18 %)              | 2,69 (37,2 %)            | B-   |
| 2013—2014 | 31        | 9  | 17,29            | 10 | 139           | 5,7 (17,5 %)             | 2,9 (34,5 %)             | C-   |
| 2014—2015 | 25        | 10 | 16,56            | 11 | 137           | 6 (16,7 %)               | 2,9 (34,5 %)             | C-   |
| 2015—2016 | 40        | 4  | 11,65            | 6  | 138           | 5,12 (19,5 %)            | 2,68 (37,3 %)            | B-   |
| 2016—2017 | 50        | 4  | 12,8             | 9  | 147           | 4,96 (20,2 %)            | 2,7 (37 %)               | B    |
| 2017—2018 | 57        | 3  | 11,02            | 7  | 146(2)        | 4,55 (22 %)              | 2,35 (42,6 %)            | A    |
| 2018—2019 | 32        | 13 | 15,53            | 24 | 147           | 5,99 (16,7 %)            | 2,98 (33,6 %)            | C    |

| Обозначения** |
| Менее 35 % тура показывает подобный уровень серийности или выше (F/70’s = 5,51 — 7 \|\| F/50’s = 2,91 — 3,3).    |
| Менее 20 % тура показывает подобный уровень серийности или выше (F/70’s = 4,71 — 5,5 \|\| F/50’s = 2,61 — 2,9).  |
| Менее 10 % тура показывает подобный уровень серийности или выше (F/70’s = 4 — 4,7 \|\| F/50’s = 2,36 — 2,6).     |
| Менее 5 % тура показывает подобный уровень серийности или выше (F/70’s = 3,71 — 3,99 \|\| F/50’s = 2,21 — 2,35). |

Centuries — количество сотенных серий за сезон.
CP — место по количеству сотенных серий относительно других игроков.
Frames/Centuries — количество фреймов, затраченных на выполнение одной сотенной серии.
FP — место по количеству фреймов, затраченных на выполнение одной сотенной серии, относительно других игроков.
Highest Break — наивысший брейк.
Frames/70’s (70/F*100 %) — количество фреймов, затраченных на выполнение одного брейка в 70 и более очков, а также процент фреймов, проведённых с такой серией.
Frames/50’s (50/F*100 %) — количество фреймов, затраченных на выполнение одного брейка в 50 и более очков, а также процент фреймов, проведённых с такой серией.
Rank — общий уровень серийности на основании всех показателей (F , E , D, C — высокая, B — очень высокая, A — выдающаяся, U, S).
* При подсчёте места учитываются только те игроки, кто сыграл за сезон 100 фреймов и более.
** Все сравнения сделаны относительно уровня игры в снукер 2011—2019 годов.